# Aquifère Guarani

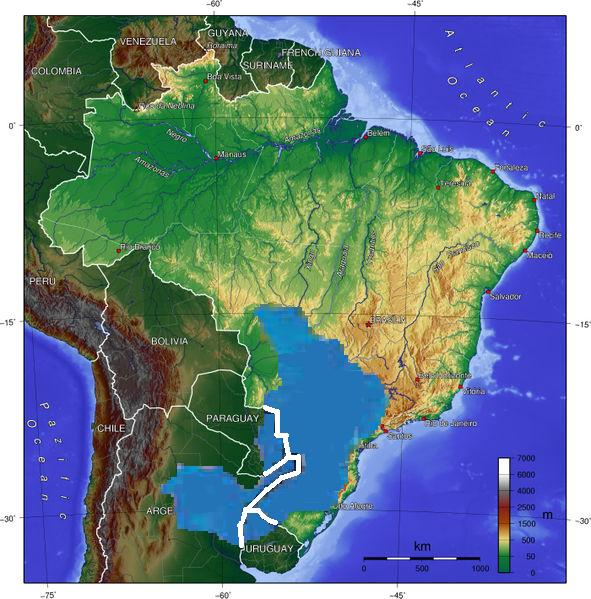
Aquifère Guarani

L'aquifère Guarani est un des plus grands aquifères de la planète centré sur le bassin du Paraná-Plata, constitué il y 65 millions d'années. Il représente le troisième réservoir d'eau souterraine mondial. Il s'étend sur quatre pays : Brésil, Paraguay, Argentine et Uruguay. Sa superficie encore mal délimitée serait de plus de 1 500 000 km2 (près de trois fois l'aire de la France). 

## Contenance
En 2012, on retient le chiffre de 55 000 km3, ou encore 55 000 milliards de tonnes d'eau potable et pure, exactement de quoi recouvrir la totalité du territoire français d'une couche d'eau douce épaisse de 100 mètres.
Bien que cet aquifère représente deux siècles de la consommation mondiale d'eau, il est exploité sans réflexion de gestion durable : pompages alimentant des villes entières, pompages non déclarés... Sa proximité du niveau du sol fait qu'il reçoit des effluents pollués : rejets d'engrais et des pesticides de la culture de la canne à sucre.

## Situation
- Au Brésil l'aquifère recouvre les États de Goiás, São Paulo, Mato Grosso do Sul, Paraná, Santa Catarina, la plus grande partie du Rio Grande do Sul, et le sud du Mato Grosso, soit plus d'un million de km2 correspondant à l'ensemble de la superficie du bassin du Paraná.
- Au Paraguay, quoique les mesures soient imprécises quant à sa frontière ouest, il est probable qu'il est situé sous la totalité du territoire.
- En Uruguay : au moins la moitié du territoire
- En Argentine subsiste encore la plus grande incertitude concernant son extension réelle. Il est certain qu'il recouvre l'essentiel des provinces de Santa Fe, Córdoba, Santiago del Estero, Entre Rios, Corrientes, Chaco et Misiones. Mais ses frontières ouest sont imprécises, de même que la région jouxtant le Paraguay (province de Formosa). Des spécialistes pensent qu'il s'étendrait jusqu'aux grands lacs de Patagonie.

Un premier accord, signé en 2010 entre le Paraguay, le Brésil, l’Argentine et l’Uruguay, prévoit que « chaque pays exerce un contrôle territorial souverain sur sa partie de l'aquifère Guarani » et que tous s'engagent à « adopter toutes les mesures nécessaires afin d'éviter de porter préjudice aux pays voisins et à l'environnement ». L'accord provoque cependant des critiques aussi bien à gauche qu'à droite, les uns craignant une forme d'accaparement et les autres une réglementation trop stricte qui pourrait effrayer les multinationales ; ainsi, l'ancien ministre de l'Environnement Juan Francisco Facetti (Parti colorado) accuse le président Fernando Lugo d'avoir « trahi la patrie ». Les changements politiques régionaux entrainent finalement l'échec de l'accord : alors que tous les pays signataires étaient dirigés par des gouvernements de gauche ou de centre-gauche, tous repassent à droite à l'exception de l'Uruguay. Le gouvernement paraguayen d'Horacio Cartes fait voter de nouvelles lois en 2014 en parties contradictoires avec l'accord.

## Alimentation et réserves renouvelables
L'alimentation se fait avant tout par les pluies, mais aussi par infiltration d'une partie du débit des cours d'eau. Ainsi lors de la traversée de la zone de l'aquifère en Argentine, le grand fleuve Paraná dans son cours moyen (entre Corrientes et Santa Fe) perd près de 10 % de son débit malgré un régime de pluies assez abondant et l'apport de nombreux affluents surtout en rive gauche (orientale).
Les réserves actives de l'aquifère ont été estimées à 160 km3/an ou 5 000 m3/s. Ceci représente l'apport en eau ou potentiel renouvelable qui circule dans l'aquifère. Cependant toute la réserve renouvelable ne peut être exploitée parce que les puits d'extraction doivent avoir une certaine distance entre eux sous peine d'assister localement à de fortes baisses du niveau d'eau.
On estime le potentiel exploitable aux alentours de 25 % des réserves actives soit 40 km3/an, ou encore quelque 1 250 m3/s, ce qui correspond à la consommation de plus de 400 millions de personnes.

## Résurgences
La Mar Chiquita en Argentine en serait une.